# Thomas W. Ferry
Thomas W. Ferry (Mackinac Island, 1827. június 10. – Grand Haven, 1896. október 13. vagy 1896. október 14.) az Amerikai Egyesült Államok szenátora (Michigan, 1871–1883).